# فلاديسلاف تيتوف
فلاديسلاف أندريفيتش تيتوف (بالروسية: Владислав Андреевич Титов) (10 نوفمبر 1934، فورونيج أوبلاست في روسيا - 30 أبريل 1987، لوهانسك في جمهورية لوغانسك الشعبية)؛ كاتب وروائي سوفيتي.

## الجوائز
- وسام ترتيب الصداقة بين الشعوب
- وسام شارة الشرف